# Maria Shkarletova
Mariya Shkarletova (em ucraniano:  Марія Шкарлетова; Kislovka, 3 de fevereiro de 1925 – Kupiansk, 2 de novembro de 2003) foi uma médica de campo no 170º Regimento de Infantaria de Guardas durante a Segunda Guerra Mundial. Durante a guerra, ela participou de operações ofensivas na Ucrânia, Moldávia e Polônia, pelas quais recebeu o título de Heroína da União Soviética em 24 de março de 1945.

## Início da vida
Shkarletova nasceu em 3 de fevereiro de 1925 em Kislovka, filho de uma família ucraniana de camponeses. Depois de se formar na escola secundária, ela trabalhou na indústria ferroviária e depois em uma fazenda coletiva até o início da Segunda Guerra Mundial. Como membro da liga da Juventude Comunista, ela trabalhou na construção de fortificações defensivas após a eclosão da guerra quando era adolescente. Como as tropas alemãs cercaram a cidade antes que Shkarletova e o resto de sua família fossem evacuadas, ela não conseguiu entrar para o Exército Vermelho até que as tropas soviéticas retomassem o controle da cidade em julho de 1943.

## Carreira militar
Depois que o Exército Vermelho retomou Kupiansk Raion em 1943, Shkarletova se juntou ao exército e foi enviado para ministrar cursos de medicina em Millerovo. Depois de se formar em outubro, ela foi colocada no 170º Regimento de Infantaria de Guardas da 57ª Divisão de Infantaria de Guardas. Apesar de ser médica, participou de combate direto e, em várias ocasiões, liderou sua unidade na luta na Frente Oriental. O regimento lutou em múltiplas batalhas pelo controle de margens de rios estratégicas no Dnieper, Ingulets, Dniester, Bug do Sul e Vístula; na operação do Vístula, perto de Varsóvia, ela participou de um avanço para estabelecer uma cabeça de ponte na margem direita, sob fogo inimigo pesado. Como a única médica do grupo de desembarque, ela teve que correr sob fogo de artilharia pesada e bombardear ataques para prestar primeiros socorros e transportar os feridos para a segurança da floresta. Ela evacuou mais de 100 feridos sob a cobertura da escuridão do outro lado do rio Vístula, pelo qual recebeu o título de Herói da União Soviética em março de 1945.

## Fim da vida
Shkarletova tornou-se membro do Partido Comunista da União Soviética em 1946 e graduou-se na Escola de Medicina de Kupiansk em 1949. Participou ativamente da reconstrução da região devastada pela guerra empregada como enfermeira no Hospital Distrital de Kupiansk. Seu marido também era um veterano da Segunda Guerra Mundial e eles criaram duas filhas. Mais tarde foi eleita deputada do conselho da cidade e foi membro do comitê regional da Cruz Vermelha de Kharkov. Em 1965, ela foi premiada com a Medalha Florence Nightingale por sua dedicação ao resgate dos feridos na guerra. Ela faleceu em 2 de novembro de 2003 em Kupiansk, na Ucrânia, aos 78 anos.

## Honras
- Herói da União Soviética
- Ordem de Lenin
- Ordem da Guerra Patriótica 1ª Classe
- Ordem da Estrela Vermelha
- Medalha Florence Nightingale
- Ordem de Bohdan Khmelnytsky
- Medalha de Defensora da Pátria
- várias medalhas de campanha e jubileu